# Балваньош (Румунія)
Балваньош (рум. Balvanyos) — бальнеологічний курорт в Румунії, розташований у південній частині Південних Карпат на висоті 840—950 метрів у комуні Турія повіту Ковасна. Характеризується наявністю численних джерел мінеральної води, мофетами і красою ландшафту.

## Історія
Цілющу воду з Балваньош почали використовувати в 1938 році.

## Лікування
Тонізуючий клімат і термальні води допомагають у лікувані серцево-судинних захворювань, ревматизму, ожиріння, депресії або стресу. маємо й ванни, мофети, а також нещодавно було відкрито і СПА-центр. Багато джерел мінеральних вод.

## Туризм
У Балваньош є багато визначних пам'яток, цікавих для туризму. Тут можна розміститися у пансіонатах та готелях. Неподалік курорту, у десяти кілометрах від нього, знаходиться єдине в Європі вулканічне озеро Святої Анни. Також там знаходиться й Сірчана печера, найбільша природна мофета в Європі. Тут є місця для гірського туризму.